# Tetrastigma triphyllum
Tetrastigma triphyllum är en vinväxtart som först beskrevs av François Gagnepain, och fick sitt nu gällande namn av Wen Tsai Wang. Tetrastigma triphyllum ingår i släktet Tetrastigma och familjen vinväxter. Utöver nominatformen finns också underarten T. t. hirtum.